# サラトガ・スプリングズ
サラトガ・スプリングズ（英語:Saratoga Springs）は、アメリカ合衆国ニューヨーク州のサラトガ郡にある都市。人口は2万7763人（2016年推計）。温泉のあるリゾートとして知られている。

## 概要
史料によれば、イギリス兵でフレンチ・インディアン戦争の英雄でもあるウィリアム・ジョンソン（William Johnson）が、後にサラトガスプリングとなる場所へ連れてこられたのだと言う。それは1767年のことで、現地にいた友人に連れてこられたのは、戦争で負った傷を癒すためだった。この地には傷を癒す薬用の効果があると信じられていた泉があったことがその理由であり、現在はハイ・ロック・スプリングという名で知られている。
この場所へ最初に定住者が住み着いたのは1776年ごろで、その後はアメリカ独立戦争で名を馳せたギデオン・パトナム（Gideon Putnam）らによりホテルが建設されるなど市は発展。1819年には町として設立され、合併を経て一帯が市となったのが1915年のことである。19世紀中は多くのホテルが見渡せる温泉で知られることとなり、中でもギデオンにより建設された巨大なグランド・ユニオン・ホテルは、当時世界に散在していたホテルの中でも最大を誇った。アメリカ独立戦争のターニングポイントとなったサラトガの戦いの戦場はサラトガ・スプリングスではない。
市内にはアメリカ合衆国内でも歴史の古いサラトガ競馬場があるほか、アメリカ競馬名誉の殿堂博物館も位置する。競馬全盛期にはマフィアが暗躍し、ラスベガスのモデルになった。他にもかつて1961年にボブ・ディランが公演を行ったカフェ・レナも古い歴史を誇り、市内にはゴルフ場も点在。北側にはスキッドモア大学が位置している。

## 交通

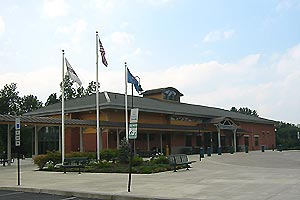
サラトガ・スプリングス駅

### 鉄道
アムトラックのサラトガ・スプリングス駅は、ステーション・レーン26にある。
停車する列車は下記の通り。
モントリオールとニューヨーク間の昼行国際列車アディロンダック号…1日1往復停車
バーモント州ラトランドとニューヨーク間の昼行中距離列車イーサン・アレン・エクスプレス号…1日1往復停車

## 姉妹都市
- ヴィシー、フランス
- チェーホフ (モスクワ州)、ロシア